# Atypophthalmus patulus
Atypophthalmus patulus är en tvåvingeart som först beskrevs av Alexander 1932.  Atypophthalmus patulus ingår i släktet Atypophthalmus och familjen småharkrankar. Inga underarter finns listade i Catalogue of Life.